# Potamogeton acutifolius
Potamogeton acutifolius là một loài thực vật có hoa trong họ Potamogetonaceae. Loài này được Link ex Roem. & Schult. miêu tả khoa học đầu tiên năm 1818.